# Gustaf Eneström
Gustaf Hjalmar Eneström (Nora, Suécia, 5 de setembro de 1852 – Estocolmo, 10 de junho de 1923) foi um matemático, historiador da matemática e bibliotecário sueco.

## Vida

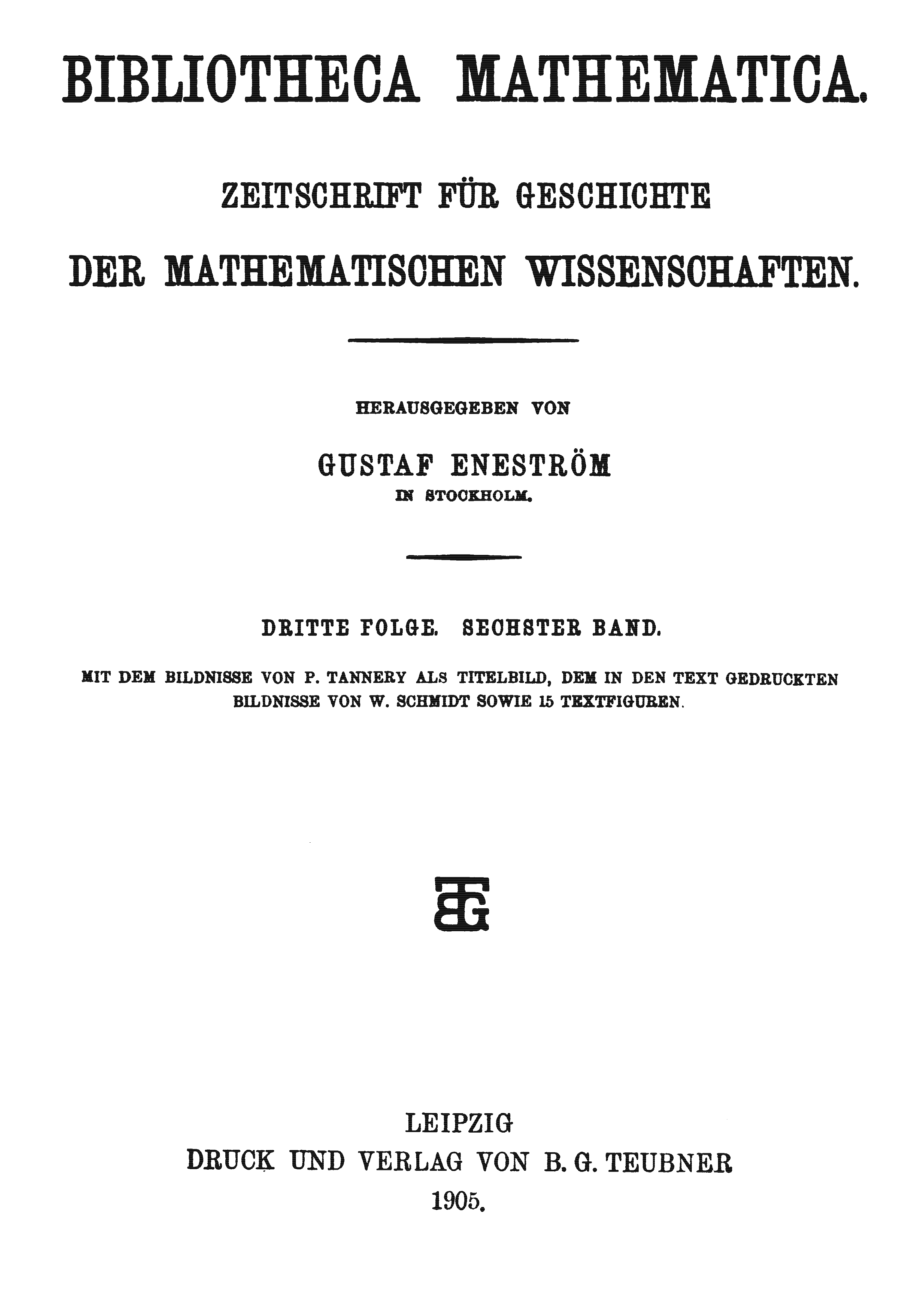

Filho de um proprietário de mina de carvão, frequentou a escola em Estocolmo e estudou matemática a partir de 1870 na Universidade de Uppsala, com graduação em 1871. Trabalhou depois como bibliotecário, inicialmente no Observatório Astronômico de Uppsala em 1874, depois na Carolina Rediviva e a partir de 1879 na Biblioteca Nacional da Suécia. A partir de 1901 foi bibliotecário em diversas outras bibliotecas.
Foi em sua época um dos mais significativos historiadores da matemática, conhecido pelo Índice de Eneström da obra de Leonhard Euler (que lista 866 trabalhos). Publicou também a troca de correspondência de Euler com Johann Bernoulli. Eneström foi de 1884 a 1914 editor do periódico de história matemática por ele fundado (e parcialmente por ele mesmo pago) Bibliotheca Mathematica. Inicialmente foi publicado (por iniciativa de Eneström) como anexo do Acta Mathematica de Magnus Gösta Mittag-Leffler, e independentemente a partir de 1887. A partir de 1899 foi publicado pela B. G. Teubner Verlag em Leipzig. Foi um dos mais importantes periódicos sobre história da matemática do século XIX.
Foi palestrante do Congresso Internacional de Matemáticos em Zurique (1897), Heidelberg (1904) e Cambridge (1912).